# モントゴメリー (駆逐艦)
| モントゴメリーとラドフォード（右） | |
| 艦歴                               | |
| 発注                               | |
| 起工                               | 1917年10月2日 |
| 進水                               | 1918年4月5日 |
| 就役                               | 1918年9月30日 1931年8月20日 (DM-17) 1939年9月25日                                                                              |
| 退役                               | 1922年6月6日 1937年12月7日 (DM-17) 1945年4月23日                                                                               |
| 除籍                               | 1945年4月28日 |
| その後                             | 1944年10月17日に触雷大破 1946年3月11日に売却、解体                                                                             |
| 性能諸元                           | |
| 排水量                             | 1,060トン |
| 全長                               | 314 ft 5 in (95.83 m) |
| 全幅                               | 31 ft 8 in (9.65 m) |
| 吃水                               | 8 ft 8 in (2.64 m) |
| 機関                               | 2缶 蒸気タービン2基 2軸推進、13,500shp                                                                                         |
| 最大速                             | 35ノット(65 km/h) |
| 乗員                               | 士官、兵員113名 |
| 兵装                               | 駆逐艦時代 4インチ砲4門、3インチ砲1門、21インチ魚雷発射管12門敷設駆逐艦時代 4インチ砲のち3インチ砲4門、20ミリ機銃4門、機雷80発 |

モントゴメリー (USS Montgomery, DD-121/DM-17) は、アメリカ海軍の駆逐艦、敷設駆逐艦。ウィックス級駆逐艦の1隻。艦名は米墨戦争と南北戦争で活躍したジョン・B・モントゴメリー少将にちなむ。その名を持つ艦艇としては5代目。

## 艦歴
モントゴメリーはバージニア州ニューポートニューズのニューポート・ニューズ造船所で1917年10月2日に起工し、1918年4月5日にモントゴメリー少将の子孫であるアンドリュー・ジョーンズ夫人によって進水、艦長W・R・パーネル少佐の指揮下1918年7月26日に就役する。
竣工後、モントゴメリーは東海岸で慣熟訓練を行ったあと、8月25日にハンプトン・ローズを出港して第一次世界大戦の終結まで東海岸沿岸部での哨戒任務に就く。メイン州沖やキューバでの訓練任務を終えたあと、1919年7月19日に西海岸での任務に加わるためハンプトン・ローズを出港した。8月7日にサンディエゴに到着し、太平洋艦隊第4駆逐部隊に編入される。以降の3年半もの間、モントゴメリーはアラスカからパナマまでの海域で艦隊行動に参加。1922年3月17日にサンディエゴで予備艦入りに向けた準備に入り、6月6日に予備艦入りした。1931年1月7日、モントゴメリーは敷設駆逐艦 DM-17 に再類別され、8月20日に再就役する。12月には真珠湾に移って1937年6月14日まで母港とする。その後はサンディエゴに戻り、1937年12月7日に再度予備艦となった。第二次世界大戦勃発直後の1939年9月25日に三度目の現役任務に戻り、戦時に向けた訓練を受けたあとの1940年12月3日に、真珠湾に向けて西海岸を発った。
モントゴメリーは1941年12月7日の真珠湾攻撃に遭遇するが大過なく、重要拠点周辺の哨戒および島嶼間の護衛任務に就く。1942年4月11日に真珠湾を出港してフィジーのスバに向かい、次の16か月間、モントゴメリーはスバ、エスピリトゥサント島およびヌメアをはじめとする南西太平洋方面で敷設と護衛の任務に就き、ガダルカナル島の戦いに始まるソロモン諸島の戦いを陰から支えた。例外として、1942年9月22日から11月22日の間はアリューシャン方面に移り、アッツ島およびキスカ島の奪還のための準備として防御機雷の敷設を行った。1943年8月24日から25日にかけての夜、モントゴメリーはコロンバンガラ島西方沖で機雷敷設を行っていたところ、プレブル (USS Preble, DM-20) と衝突して艦首部分20フィートを失った。ツラギ島を経てエスピリトゥサント島に後送されて応急修理を行い、10月1日に出発して10月19日にサンフランシスコに到着して本格的な修理が行われた。修理完工後、モントゴメリーは1943年12月8日から1944年2月5日までの間、サンフランシスコとハワイ間の輸送船団の護衛任務に任じ、マーシャル方面に進出して3月17日から4月4日まではクェゼリン環礁への防御機雷の敷設を行う。5月にマジュロ方面での護衛任務、ハワイ方面での局地的な護衛任務に参加したあと、6月25日には敵潜水艦を探知して爆雷攻撃を行ったが、戦果は確認できなかった。6月28日から7月16日まではエニウェトク環礁方面で船団護衛に従事し、その後はパラオ攻略作戦に備えてガダルカナル島に向かった。
9月6日、モントゴメリーはペリリュー攻撃のため出撃し、9月12日からは日本側の敷設機雷の掃海にあたる。9月17日にはアンガウル島に上陸した陸上部隊の掩護にあたり、2日後の9月19日から10月14日まではウルシー環礁で掃海と警戒の任務を遂行する。10月15日からはヌグル環礁に入り、砲撃と小型敷設艇のための母艦任務に就いていた。10月17日、北緯10度56分 東経125度12分 / 北緯10.933度 東経125.200度の地点で漂泊中のモントゴメリーは近くに1発の浮遊機雷を発見したため破壊しようとしたが、ここで潮の流れが変わり、機雷がモントゴメリーに当たった。触雷により両舷の機関室と火室、燃料タンクを破壊し、乗組員4名が戦死した。モントゴメリーは航行不能に陥り、ウルシーに曳航されたあと応急修理が行われ、1945年1月12日にウルシーを発って2月14日にサンフランシスコに到着した。しかしながら、退役することが望ましいと判断されたため1945年4月23日付で退役、1946年3月11日に解体のため売却された。
モントゴメリーは第二次世界大戦の功績で4個の従軍星章を受章した。